# Cartão Elo
Elo Serviços S.A. (também conhecida como Cartão Elo) é uma empresa brasileira do setor de pagamentos fundada em 2011. Seu principal negócio é processar pagamentos entre os bancos dos clientes e os bancos emissores de cartões que usam a bandeira Elo, incluindo cartões de débito, crédito e pré-pago.
A Elo foi criada por uma aliança de vários bancos: Banco do Brasil, Bradesco e Caixa Econômica Federal.  Atualmente, possui mais de 132 milhões de cartões emitidos com a bandeira Elo, sendo assim a maior bandeira no Brasil. Desde 2016, a bandeira Elo expandiu a sua cobertura, passando a ser aceita nos Estados Unidos como Discover Card e, no restante do mundo, como Diners Club International. Também é possível utilizar os caixas eletrônicos da rede Pulse, no exterior.

## História

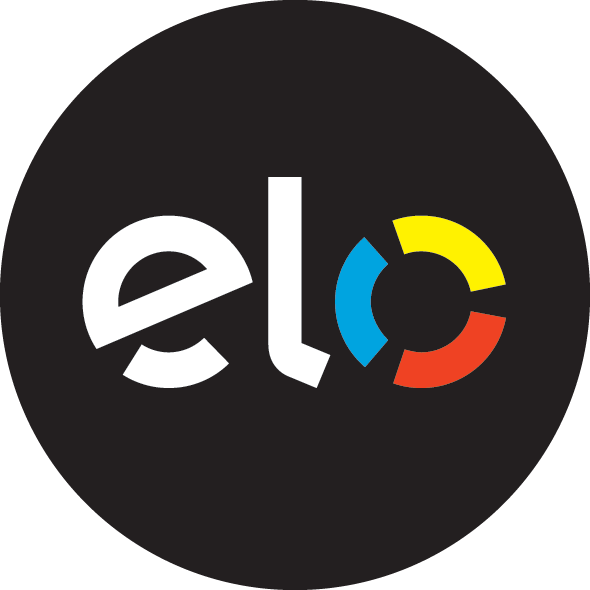
Logotipo da Elo usada entre 2012 até 2015.

Logotipo da Elo usada entre 2015 até 2024.

A Elo foi a primeira bandeira de cartão criada no Brasil. Inicialmente, foi lançada em 1970 pelo Banco Bradesco (então Banco Brasileiro de Descontos S.A.) para a versão local do BankAmericard, sendo tal marca utilizada por outros bancos no decorrer da década de 1970, sendo posteriormente descontinuada em favor do uso da marca Visa a nível mundial. Em 4 de abril de 2011, foi relançada por três dos maiores bancos do país (Bradesco, Banco do Brasil e Caixa Econômica Federal), sendo os dois primeiros por meio da Elo Participações S.A.A Caixa Econômica inicialmente começou a implementar os cartões Elo apenas como cartões de débito e posteriormente como cartões de crédito. Os três bancos fundadores utilizaram uma estratégia mais abrangente para promover a marca Elo, não apenas por meio de suas agências, mas também através das lotéricas, promotores de vendas e chamadas telefônicas.
Em 2014, foram lançados os cartões Elo Mais, Grafite e Nanquim, com o objetivo de oferecer outros cartões com benefícios de outras empresas.
Ao final de 2014, o volume total de cartões da bandeira Elo atingiu mais de 15,5 milhões, o que posicionou a Elo em terceiro lugar entre as maiores bandeiras de cartões do Brasil.
Em agosto de 2015, a empresa fez uma parceria com a Discover Card, o que possibilitou o acesso aos cartões Elo em mais de 1 milhão de caixas eletrônicos e a disponibilidade deles em 185 países.
Em março de 2016, a Caixa Econômica começou a emitir a bandeira Elo para benefícios sociais, como o Bolsa Família, por meio de uma conta poupança simplificada com cartão de débito, permitindo que os beneficiários efetuem compras antes de sacar todo o valor de uma vez.
Em 2017, com a determinação do Conselho Administrativo de Defesa Econômica (Cade), todas as maquinas de cartão deveriam aceitar a bandeira Elo. O órgão também determinou que a Elo deveria habilitar outras empresas de maquinas de cartão concorrentes da Cielo, que até aquele momento detinha exclusividade para aceitar a bandeira Elo.
Em novembro de 2018, a Elo lançou uma linha de cartões em parceria com a Diners Club, apelidada de Elo Diners Club International, oferecendo cartões com pontos e vantagens, marcando um passo em direção à entrada da empresa no segmento de alta renda, que até então não tinha tido muito desenvolvimento.
Em 2022, o Banco do Brasil foi o primeiro grande banco a emitir cartões Elo com a tecnologia de aproximação em seus cartões Elo Nanquim, Diners Club e Grafite.
Em 2023, a Elo reposicionou sua marca, buscando atingir outras classes de renda e promovendo-se como uma marca brasileira. Como parte de sua estratégia de marketing, eles estão oferecendo mais benefícios para seu público-alvo. Nesse reposicionamento, também houve uma mudança em seu slogan, que passou de "Vai na sua. Vai com Elo" para o atual "Elo, o cartão do brasileiro", enfatizando a brasilidade da marca.
Além da emissão de cartões, a bandeira Elo, por meio da EloPar, possui o Livelo (programa de pontos), a Alelo (alimentação corporativa) e a Stelo (soluções em pagamentos), essa última em conjunto com a Cielo.

## Identificação
Em sua logomarca, há três principais cores (vermelho, amarelo e azul) que indicam seus idealizadores e proprietários: o Bradesco, o Banco do Brasil e a Caixa Econômica Federal, respectivamente.
A companhia realizou um rebranding em 2024 e introduziu a cor verde na identidade visual de modo a remeter à brasilidade.

## Programa de Inovação Elo
Em agosto de 2022, a Elo anunciou o lançamento de programa de inovação aberta, voltado para startups que desenvolvem tecnologia 100% brasileira. 